# Sisoj Velikij
Sisoj Velikij bitevní loď (predreadnought) námořnictva carského ruska postavená v 90. letech 19. století. Stavba lodi byla poznamenána organizačními, logistickými a technickými problémy a protáhla se na více než pět let. Do služby byla uvedena v říjnu 1896 s děsivým počtem konstrukčních vad, z nichž bylo během jejího života opraveno jen několik. Bezprostředně po námořních zkouškách odplul Sisoj Velikij do Středomoří, aby vymáhal námořní blokádu Kréty během řecko-turecké války. Dne 3. březnajul./ 15. března 1897greg. loď utrpěla ničivou explozi zadní dělové věže, při které zahynulo 21 lidí. Po devíti měsících v docích Toulonu po opravách loď odplula na Dálný východ, aby tam posílila ruskou přítomnost. V létě 1900 podpořil Sisoj Velikij mezinárodní kampaň proti boxerskému povstání v Číně. Námořníci z lodí Sisoj Velikij a bitevní lodi Navarin se více než dva měsíce podíleli na obraně mezinárodních legací v Pekingu.
V roce 1902 se loď kvůli opravám vrátila do Kronštadtu, ale došlo jen k několika, dokud nebyla kvůli ztrátám v rusko-japonské válce v letech 1904–1905 vytvořena druhá eskadra tichooceánského loďstva, která měla ulehčit ruským silám blokovaným v Port Arthuru. Sisoj Velikij se plavil na Dálný východ se zbytkem pobaltských bitevních lodí a 27. května 1905 se zúčastnil bitvy u Cušimy. Přežil denní dělostřelecký souboj s loděmi admirála Tóga, ale byl těžce poškozen a nabíral vodu. Během noci se japonským torpédoborcům podařilo loď zasáhnout, přičemž bylo poškozeno její řízení. Následujícího rána už loď kvůli množství vody nedokázala udržet rychlost a její posádka se vzdala japonským pomocným křižníkům. Později ráno se převrátila; o život přišlo 47 námořníků.

## Pojmenování
Loď byla pojmenována na počest svatého Sisoje Velikého.